# Zbór Kościoła Adwentystów Dnia Siódmego w Wałbrzychu
Zbór Kościoła Adwentystów Dnia Siódmego w Wałbrzychu – zbór adwentystyczny w Wałbrzychu, należący do okręgu dolnośląskiego diecezji zachodniej Kościoła Adwentystów Dnia Siódmego w RP.
Wałbrzyski zbór adwentystyczny został założony w 1910 r.
Pastorem zboru jest kazn. Andrzej Majewski, natomiast starszym – Jan Ostrowski. Nabożeństwa odbywają się w kościele przy ul. Kunickiego 3a każdej soboty o godz. 9.30.